# Phostria tridentalis
Phostria tridentalis là một loài bướm đêm trong họ Crambidae.